# بوب ثورنتون
بوب ثورنتون (بالإنجليزية: Bob Thornton)‏ مواليد 10 يوليو 1962 في لوس أنجلوس، هو مدرب كرة سلة أمريكي ولاعب سابق. بدأ مسيرته الاحترافية في سنة 1984. تم اختياره من قبل فريق نيويورك نيكس خلال الدرافت. وهو مدرب مساعد لفريق سكرامنتو كينغز في الرابطة الوطنية لكرة السلة. يبلغ طوله 6 قدم 10 بوصة (2.1 م). اعتزل اللعب في 1996.

## المسيرة الاحترافية
لعب مع نيويورك نيكس من سنة 1985 إلى 1988، ثم لعب مع فيلادلفيا سفنتي سيكسرز في سنة 1987، ثم لعب مع مينيسوتا تمبر ولفز في موسم 1990–1991، ثم لعب مع منز سانا 1871 باسكت في سنة 1992، ثم لعب مع يوتا جاز في سنة 1992، ثم لعب مع منز سانا 1871 باسكت في موسم 1993–1994، ثم لعب مع فيرتوس روما في الدوري الإيطالي في سنة 1994.

## روابط خارجية
- بوب ثورنتون على موقع إن بي أي (الإنجليزية)
- بوب ثورنتون على موقع سبورتس رفرنس (الإنجليزية)
- بوب ثورنتون على موقع الدوري الإسباني لكرة السلة (الإسبانية)
- بوب ثورنتون على موقع كلية كرة السلة في سبورتس رفرنس.كوم (الإنجليزية)
- بوب ثورنتون على موقع ريلجم (الإنجليزية)
- بوب ثورنتون على موقع بروبوليرز (الإنجليزية)
- بوب ثورنتون على موقع سبورتس رفرنس (الإنجليزية)
- بوب ثورنتون على موقع سبورتس رفرنس (الإنجليزية)